# Kritische Justiz
Die Kritische Justiz. Vierteljahresschrift für Recht und Politik (KritJ oder KJ) ist eine juristische Fachzeitschrift, die seit 1968 vierteljährlich mit einer Auflage von 1.700 Exemplaren erscheint. Die KJ erscheint heute in der Nomos Verlagsgesellschaft, die zur C. H. Beck Verlagsgruppe gehört.

## Geschichte
Die Zeitschrift wurde 1968 von Studenten der Rechtswissenschaft aus dem Umfeld des Zivilrechtlers Rudolf Wiethölter, die der Frankfurter Schule um Theodor W. Adorno und Max Horkheimer, den Studentenbewegungen der 1968er und der sich herausbildenden außerparlamentarischen Opposition nahestanden, als rechtspolitische Zeitschrift gegründet. Wichtige Förderer der Gründung waren der hessische Generalstaatsanwalt Fritz Bauer und der Präsident des Hessischen Landesarbeitsgerichts Hans Gustav Joachim. Die KJ war ein Forum für die Neuen sozialen Bewegungen, die sich in dieser Zeit formierten.
Von Anfang an wurden darin kritische Beiträge zur Rechtstheorie und Rechtsgeschichte veröffentlicht. Behandelt wurden damals vor allem gesellschaftskritische Themen. In den ersten Ausgaben der Kritischen Justiz wurden außerdem Beiträge zur marxistischen Rechtstheorie, Kritik der Privatautonomie und der „bürgerlichen Rechtsgeschichte“ publiziert sowie die repressive Funktion des Strafrechts in Frage gestellt. Darüber hinaus enthielten die Hefte Aufsätze zu Berufsverboten und Arbeitskampf, zu Solidarität und juristischer Strategie in politischen Prozessen, zu Versammlungsfreiheit und Polizei- und Ordnungsrechten sowie kritische Urteilsrezensionen.
Ein Schwerpunkt der Kritischen Justiz lag von Anfang an in der Aufarbeitung der nationalsozialistischen Vergangenheit in Gesellschaft, Rechtswissenschaft und Justiz. Martin Borowsky zeigte allerdings in einem Aufsatz, der in der KJ 2022 erschien, dass Hans Gustav Joachim in seiner 1939 erschienenen Dissertation nationalsozialistisches Gedankengut verarbeitet hatte. Joachim war in den Jahren 1959 bis 1961 Richter am Bundesarbeitsgericht gewesen. Das Nachrichtenmagazin Der Spiegel hatte im Jahr 1978 darüber berichtet.

## Inhalt
Die Zeitschrift enthält Aufsätze und Berichte aus allen Rechtsgebieten und informiert über die derzeitigen Rechtsentwicklungen. Der Schwerpunkt liegt dabei auf der Betrachtung des gesellschaftlichen Hintergrunds sowie des ökonomischen und politischen Kontextes. Die Zeitschrift wendet sich nicht nur an Juristen, sondern auch an die Angehörigen anderer Fachrichtungen. Die Kritische Justiz ist demokratischen Werten verpflichtet.
Im Online-Archiv stellt der Verlag zu jedem Heft mindestens einen Beitrag im Volltext zum Download bereit.

## Redaktion und Herausgeber
Die Zeitschrift wird von Boris Burghardt, Sonja Buckel, Isabel Feichtner, Andreas Fischer-Lescano, Felix Hanschmann, Tanja Hitzel-Cassagnes, Eva Kocher, Nora Markard, Kolja Möller, Cara Röhner, Dana Schmalz, Thilo Scholle, Maria Wersig, Tim Wihl und Ingeborg Zerbes herausgegeben.
Die Redaktion liegt bei Tanja Hitzel-Cassagnes und Felix Hanschmann.

## Rezeption
Rudolf Walther beschrieb die Zeitschrift in einem Bericht für die taz als „ein Relikt der 68er-Bewegung“, das es verstanden habe, sich „generationenübergreifend zu erneuern“. Alexandra Kemmerer bescheinigte der Kritischen Justiz anlässlich deren 50. Geburtstag in der FAZ, sie habe einen „Generationswechsel vollzogen, ihr Themenspektrum [...] erweitert, [sei] internationaler und vielstimmiger geworden“.